# NGC 7753
NGC 7753 је спирална галаксија у сазвежђу Пегаз која се налази на NGC листи објеката дубоког неба.
Деклинација објекта је + 29° 29' 2" а ректасцензија 23h 47m 4,8s. Привидна величина (магнитуда) објекта NGC 7753 износи 12,2 а фотографска магнитуда 13,0. NGC 7753 је још познат и под ознакама UGC 12780, MCG 5-56-5, CGCG 498-10, IRAS 23445+2911, ARAK 585, VV 5, ARP 86, KCPG 591B, PGC 72387.